# SLAP
Slap (estilizado como slap) é um selo musical da gravadora brasileira Som Livre, pertencente a Sony Music. Slap significa "Som Livre Apresenta".
O selo foi responsável por lançar artistas como a cantora de MPB Maria Gadú, que foi considerada a grande revelação da música popular brasileira no ano de 2009 e indicada 2 vezes ao Grammy Latino em 2010, como artista revelação e melhor álbum de cantor-compositor.

## História
O SLAP foi criado em setembro de 2007, originalmente sob o nome de Som Livre Apresenta, com a intenção de lançar os novos artistas da Som Livre.
Desde 2009 o selo também investe em artistas independentes como a banda carioca Tipo Uísque, vencedora da seletiva carioca do festival MADA em 2010.
Em 2015, a banda Suricato venceu o Grammy Latino na categoria melhor álbum de rock contemporâneo brasileiro. No ano seguinte, a banda Scalene e a cantora Céu, artistas também representados pelo selo, foram premiados nas categorias melhor álbum de rock em português e melhor álbum de pop contemporâneo em língua portuguesa, respectivamente.
Em seus primeiros 10 anos, o selo lançou cerca de 60 álbuns, de 40 artistas, dentre eles Nação Zumbi, Scalene, Silva, Marcelo Jeneci e Tiago Iorc.

## Licenciamento
Responsável também por lançar artistas internacionais no Brasil, como Bon Iver e Beirut, o SLAP trouxe em 2010 a banda irlandesa The Swell Season, ganhadora do Óscar 2008 de Melhor Música Original com o filme Once.
Em 2009 o Slap foi responsável por lançar Little Joy, álbum de estreia do projeto homônimo, que tem como integrantes Rodrigo Amarante e Fabrizio Moretti, baterista da banda americana The Strokes.

## Cast
- Ana Cañas
- Maria Gadú
- Céu
- Marcelo Jeneci
- Silva
- Scalene
- Mombojó
- Ana Vilela
- Nina Fernandes
- Plutão Já Foi Planeta
- OutroEu
- Tereza

## Eventos
Em 2012, o SLAP organizou um evento comemorativo de 5 anos de existência do selo intitulado Festival SLAP. O festival apresentou artistas do selo como Tiago Iorc, Maria Gadú, Marcelo Jeneci, Silva, Thaís Gulin, Dani Black, Jesuton e Ana Cañas, e ocorreu em São Paulo e no Rio de Janeiro.
Nos anos de 2015, 2016 e 2017 o selo foi o parceiro musical do Projeto Verão Rio, uma iniciativa do jornal O Globo e da Orla Rio, que reúne esportes, música e desfile de moda, na praia de Ipanema.

## Produtos já lançados
Maria Gadú
- Maria Gadú (2009)
- Multishow Ao Vivo (2010)
- Mais Uma Página (2011)
- Nós (2013)
- Guelã (2015)
- Guelã Ao Vivo (2016)

Leandro Léo
- Parto (2013)

Marcelo Jeneci
- Feito Pra Acabar (2010)
- De Graça (2013)

Silva
- Claridão (2012)
- Vista Pro Mar (2014)
- Júpiter (2015)
- Silva Canta Marisa (2016)
- Silva Canta Marisa Ao Vivo (2017)
- Brasileiro (2018) [29][30]

Bon Iver
- Bon Iver (2011)

Beirut
- The Riptide (2011)

Tiago Iorc
- Let Yourself In (2008)
- Umbilical (2011)
- Zeski (2013)
- Troco Likes (2015)
- Troco Likes Ao Vivo (2016)

Nação Zumbi
- Nação Zumbi (2014)

Suricato
- Sol-te (2013)

Jesse Harris
- SubRosa (2012)

Céu
- Ao Vivo (2014)
- Tropix (2016)

Mombojó
- 11º Aniversário (2013)
- Alexandre (2014)

Banda Tereza
- Vem Ser Artista Aqui Fora (2013)
- Pra Onde A Gente Vai (2015)

Ana Cañas
- Volta (2012)
- Coração Inevitável (2013)
- Tô Na Vida (2015)

Scalene
- Real/Surreal (Relançamento)(2015)
- Éter (2015)
- Ao Vivo em Brasília (2016)
- Magnetite (2017)

Versalle
- Distante Em Algum Lugar (2015)
- Apenas (EP) (2016)

Móveis Coloniais de Acajú
- De Lá Até Aqui (2013)

Plutão Já Foi Planeta
- A Última Palavra Feche A Porta (2017)

Rodrigo Amarante
- Cavalo (2013)

Outros
- Jonas Sá – Anormal (2007)
- Tom Bloch – 2 (2007)
- Mariano San Roman – Magical Fingers (2007)
- Companhia Itinerante – Sendo Eu (2008)
- Irreversíveis - Irreversíveis (2008)
- Primadonna – Tudo vai valer a pena (2008)
- Voltz – Um novo sol (2008)
- Cof Damu - Cof Damu (2008)
- Orquestra Contemporânea de Olinda - Orquestra Contemporânea de Olinda (2008)
- Little Joy - Little Joy (2009)
- The Swell Season – Strict Joy (2010)
- Tipo Uísque – Afague (2010)
- Thaís Gulin – ôÔÔôôÔôÔ (2011)
- Gamboa – Okum (2017)